# Gabinete de Estudos Olisiponenses
O Gabinete de Estudos Olisiponenses (GEO) é um espaço cultural da Câmara Municipal de Lisboa dedicado ao estudo de Lisboa.
O GEO visa promover o estudo de Lisboa através da investigação histórica, de forma a valorizar e preservar a memória olisiponense, contribuindo para definir novas problemáticas que levem a um melhor conhecimento da cidade.
Encontra-se situado no Palácio Bon Séjour, na Estrada de Benfica, o qual pertenceu ao 1.º Barão de Glória, os quais são mencionados no livro "Histórias de um Portugal Assombrado", da autoria da jornalista Vanessa Fidalgo.